# Južni Sinaj
Južni Sinaj (arapski: محافظة جنوب سيناء Muḥāfaẓat Ǧanūb Sīnāʾ) je jedan od 27 egipatskih guvernorata. Nalazi se na istoku Egipta na južnom dijelu Sinajskog poluotoka. Središte guvernorata je grad El-Tor. 

## Stanovništvo
Prema podacima iz 2006. godine u Južnom Sinaju živi 149.335 stanovnika, dok je prosječna gustoća naseljenosti 4,5 stan./km².

## Gradovi
- Dahab
- El-Tor
- Nuweiba
- Saint Catherine
- Sharm el-Sheikh
- Taba

## Vanjske poveznice
- Službena stranica guvernorata